# Hingaia
Hingaia est une banlieue costale et rurale de la cité d’Auckland, située dans l’Île du Nord de la Nouvelle-Zélande. 

## Situation
Elle est localisée sur les berges de la crique de Pahurehure, vers le sud-ouest de la ville de Papakura, sous l’autorité locale du conseil du district de Papakura. 
Hingaia est la plus petite banlieue de l’est du district de Papakura.

## Histoire
Durant la réforme majeure de la gouvernance locale en 1989, Hingaia fut incluse dans les limites du district de Papakura. 
En 2010, après un rapport de la commission royale sur la gouvernance de la région d’Auckland (en), l’ensemble de la région d’ Auckland fut amalgamé en une seule autorité de cité. 
Tout comme l’ancien district de Papakura, toutes les autres autorités territoriales furent fusionnées en un seul conseil d’Auckland. 
La banlieue d’Hingaia est ainsi une partie du ward de Manurewa-Papakura (en) .

## Population
La population de Hingaia était de 639 habitants lors du recensement de 2006 en Nouvelle-Zélande.
Le groupe ethnique le plus commun dans Hingaia est constitué par les européens avec en 2006 : 77,6 % des habitants. 
Les résidents Maoris représentent seulement 7,1 % dans la banlieue de Hingaia, alors que les résidents d’origine asiatiques constituent 7,6 %. Le taux de chômage dans le même recensement est de 1,6 % de la population en âge de travailler.